# Сульфат эстрона/сульфат эквилина
Сульфат эстрона/сульфат эквилина — препарат на основе конъюгированных эстрогенов, используемых для лечения нарушений менопаузы у женщин (для лечения приливов, жжения, зуда и сухости влагалища). Продаётся под торговым названием Премарин.

## Состав и механизм действия
Состоит их сульфата эстрона и сульфата эквилина.
Сульфат эстрона (E1S) - естественный стероидный гормон, который расщепляется с помощью стероидной сульфатазы в эстрон. Одновременно с этим Эстронсульфотрансфераза эстрогена превращаtт эстрон обратно в Сульфат эстрона (E1S), что приводит к равновесию между двумя стероидами в различных тканях. Сульфат эстрона (E1S) служит одновременно быстродействующим пролекарством эстрадиола, а также долговременным резервуаром эстрадиола в организме, который значительно увеличивает продолжительность действия эстрадиола при использовании в качестве лекарства.
Сульфат эквилина - натуральный половой гормон эстроген, который содержится у лошадей, и также используется в качестве лекарства. Является агонистом из рецепторов эстрогена (ERS), в ERα и ERβ. С помощью 17β-гидроксистероиддегидрогеназы, эквилин может превращаться в организме в более мощный эстроген 17β-дигидроэкилин, который усиливает связывание эстрадиола с рецепторами ERα и ERβ, что ускоряет действие лекарства. (На молекулярном уровне конские эстрогены эквилин и эквиленин характеризуются двумя дополнительными двойными связями в эстрогеновом кольце B, которые значительно повышают эстрогенную активность).

## Побочные эффекты
Увеличивает риск образования тромбов.

## Протесты защитников животных
Производство Премарина осуждается организациями Люди за этичное обращение с животными и Фронтом освобождения животных так как для его производства около 100 000 беременных кобыл содержатся обездвиженными в стойлах в Канаде и Китае, жеребят забивают вскоре после рождения, чтобы кобыла снова забеременела.

## История
Начал производиться компанией Pfizer, впервые поступив на рынок в 1941 году в Канаде и в 1942 году в Соединённых Штатах. Долгое время являлся наиболее часто используемой формы эстрогена в гормональной терапии менопаузы в США.